# Guatteria friesiana
Guatteria friesiana este o specie de plante angiosperme din genul Guatteria, familia Annonaceae. A fost descrisă pentru prima dată de William Antônio Rodrigues, și a primit numele actual de la Erkens och Paulus Johannes Maria Maas. Conform Catalogue of Life specia Guatteria friesiana nu are subspecii cunoscute.